# Tour de Langkawi 2016
La 21e édition du Tour de Langkawi a eu lieu du 24 février au 2 mars 2016. La course fait partie du calendrier UCI Asia Tour 2016 en catégorie 2.HC.
L'épreuve a été remportée par le Sud-Africain Reinardt Janse van Rensburg (Dimension Data) qui s'impose dix-huit secondes devant le Colombien Daniel Jaramillo (UnitedHealthcare) et dix-neuf secondes devant un autre Colombien, vainqueur de la quatrième étape, Miguel Ángel López (Astana).
L'Italien Andrea Guardini (Astana), lauréat des première, cinquième, septième et huitième étapes, gagne le classement par points tandis que le Chinois Meiyin Wang (Wisdom-Hengxiang) s'adjuge celui de la montagne. Le Malaisien Adiq Husainie Othman (Terengganu) termine meilleur coureur Asiatique et logiquement de son pays. La formation américaine UnitedHealthcare finit meilleure équipe et la chinoise Wisdom-Hengxiang meilleure équipe asiatique.

## Présentation

### Équipes
Classé en catégorie 2.HC de l'UCI Asia Tour, le Tour de Langkawi est par conséquent ouvert aux WorldTeams dans la limite de 65 % des équipes participantes, aux équipes continentales professionnelles, aux équipes continentales et aux équipes nationales.
Vingt-deux équipes participent à ce Tour de Langkawi - trois WorldTeams, huit équipes continentales professionnelles, dix équipes continentales et une équipe nationale :
| UCI WorldTeams  | UCI WorldTeams | UCI WorldTeams |
| Nom de l'équipe | Pays           | Code           |
| --------------- | -------------- | -------------- |
| Astana          | Kazakhstan     | AST            |
| Dimension Data  | Afrique du Sud | DDD            |
| Tinkoff         | Russie         | TNK            |

| Équipes continentales professionnelles | Équipes continentales professionnelles | Équipes continentales professionnelles |
| Nom de l'équipe                        | Pays                                   | Code                                   |
| -------------------------------------- | -------------------------------------- | -------------------------------------- |
| Androni Giocattoli-Sidermec            | Italie                                 | AND                                    |
| Bardiani CSF                           | Italie                                 | BAR                                    |
| Drapac                                 | Australie                              | DPC                                    |
| Funvic Soul Cycles-Carrefour           | Brésil                                 | FSC                                    |
| ONE                                    | Royaume-Uni                            | ONE                                    |
| Roth                                   | Suisse                                 | ROT                                    |
| Southeast-Venezuela                    | Italie                                 | STH                                    |
| UnitedHealthcare                       | États-Unis                             | UHC                                    |

| Équipes continentales      | Équipes continentales | Équipes continentales |
| Nom de l'équipe            | Pays                  | Code                  |
| -------------------------- | --------------------- | --------------------- |
| 7 Eleven-Sava RBP          | Philippines           | 7ES                   |
| Aisan Racing               | Japon                 | AIS                   |
| Giant-Champion System      | Chine                 | MSS                   |
| HKSI                       | Hong Kong             | HKS                   |
| KSPO                       | Corée du Sud          | KSP                   |
| NSC-Mycron                 | Malaisie              | NSC                   |
| Pegasus Continental        | Indonésie             | PCT                   |
| Skydive Dubai-Al Ahli Club | Émirats arabes unis   | SKD                   |
| Terengganu                 | Malaisie              | TSG                   |
| Wisdom-Hengxiang           | Chine                 | HEN                   |

| Équipe nationale             | Équipe nationale | Équipe nationale |
| Nom de l'équipe              | Pays             | Code             |
| ---------------------------- | ---------------- | ---------------- |
| Équipe nationale de Malaisie | Malaisie         | MAS              |

## Étapes
| Étape     | Date    | Villes étapes               | type                      | Distance (km) | Vainqueur d'étape  | Leader du classement général |
| --------- | ------- | --------------------------- | ------------------------- | ------------- | ------------------ | ---------------------------- |
| 1re étape | 24 fév. | Kangar – Baling             | étape de plaine           | 165,6         | Andrea Guardini    | Andrea Guardini              |
| 2e étape  | 25 fév. | Sungai Petani – George Town | étape de plaine           | 158,1         | Andrea Palini      | Andrea Guardini              |
| 3e étape  | 26 fév. | Kulim – Kuala Kangsar       | étape de plaine           | 107,2         | John Murphy        | Andrea Guardini              |
| 4e étape  | 27 fév. | Ipoh – Tanah Rata           | étape de moyenne montagne | 129,4         | Miguel Ángel López | Miguel Ángel López           |
| 5e étape  | 28 fév. | Tapah – Kuala Lumpur        | étape de plaine           | 148,8         | Andrea Guardini    | Miguel Ángel López           |
| 6e étape  | 29 fév. | Putrajaya – Rembau          | étape vallonnée           | 147,6         | Jakub Mareczko     | Reinardt Janse van Rensburg  |
| 7e étape  | 1 mars  | Seremban – Parit Sulong     | étape de plaine           | 202,3         | Andrea Guardini    | Reinardt Janse van Rensburg  |
| 8e étape  | 2 mars  | Batu Pahat – Malacca        | étape de plaine           | 119           | Andrea Guardini    | Reinardt Janse van Rensburg  |

## Déroulement de la course

### 1reétape
| Classement de l'étape | Classement de l'étape       | Classement de l'étape | Classement de l'étape       | Classement de l'étape |
|                       | Coureur                     | Pays                  | Équipe                      | Temps                 |
| --------------------- | --------------------------- | --------------------- | --------------------------- | --------------------- |
| 1er                   | Andrea Guardini             | Italie                | Astana                      | en 4 h 15 min 57 s    |
| 2e                    | Brenton Jones               | Australie             | Drapac                      | m.t                   |
| 3e                    | Andrea Palini               | Italie                | Skydive Dubai-Al Ahli Club  | m.t                   |
| 4e                    | John Murphy                 | États-Unis            | UnitedHealthcare            | m.t                   |
| 5e                    | Dylan Page                  | Suisse                | Roth                        | m.t                   |
| 6e                    | Michal Kolář                | Slovaquie             | Tinkoff                     | m.t                   |
| 7e                    | Reinardt Janse van Rensburg | Afrique du Sud        | Dimension Data              | m.t                   |
| 8e                    | Shinpei Fukuda              | Japon                 | Aisan Racing                | m.t                   |
| 9e                    | Marco Benfatto              | Italie                | Androni Giocattoli-Sidermec | m.t                   |
| 10e                   | Harrif Salleh               | Malaisie              | Terengganu                  | m.t                   |
| modifier              |                             |                       |                             |                       |

| Classement général | Classement général          | Classement général | Classement général         | Classement général |
|                    | Coureur                     | Pays               | Équipe                     | Temps              |
| ------------------ | --------------------------- | ------------------ | -------------------------- | ------------------ |
| 1er                | Andrea Guardini             | Italie             | Astana                     | en 4 h 15 min 47 s |
| 2e                 | Wang Meiyin                 | Chine              | Wisdom-Hengxiang           | + 2 s              |
| 3e                 | Adiq Husainie Othman        | Malaisie           | Terengganu                 | + 3 s              |
| 4e                 | Brenton Jones               | Australie          | Drapac                     | + 4 s              |
| 5e                 | Andrea Palini               | Italie             | Skydive Dubai-Al Ahli Club | + 6 s              |
| 6e                 | Maher Hasnaoui              | Tunisie            | Skydive Dubai-Al Ahli Club | + 8 s              |
| 7e                 | John Murphy                 | États-Unis         | UnitedHealthcare           | + 10 s             |
| 8e                 | Dylan Page                  | Suisse             | Roth                       | + 10 s             |
| 9e                 | Michal Kolář                | Slovaquie          | Tinkoff                    | + 10 s             |
| 10e                | Reinardt Janse van Rensburg | Afrique du Sud     | Dimension Data             | + 10 s             |
| modifier           |                             |                    |                            |                    |

### 2eétape
| Classement de l'étape | Classement de l'étape       | Classement de l'étape | Classement de l'étape       | Classement de l'étape |
|                       | Coureur                     | Pays                  | Équipe                      | Temps                 |
| --------------------- | --------------------------- | --------------------- | --------------------------- | --------------------- |
| 1er                   | Andrea Palini               | Italie                | Skydive Dubai-Al Ahli Club  | en 3 h 56 min 2 s     |
| 2e                    | Andrea Guardini             | Italie                | Astana                      | m.t                   |
| 3e                    | Reinardt Janse van Rensburg | Afrique du Sud        | Dimension Data              | m.t                   |
| 4e                    | Michal Kolář                | Slovaquie             | Tinkoff                     | m.t                   |
| 5e                    | John Murphy                 | États-Unis            | UnitedHealthcare            | m.t                   |
| 6e                    | Jakub Mareczko              | Italie                | Southeast-Venezuela         | m.t                   |
| 7e                    | Graeme Brown                | Australie             | Drapac                      | m.t                   |
| 8e                    | Karol Domagalski            | Pologne               | ONE                         | m.t                   |
| 9e                    | Luca Pacioni                | Italie                | Androni Giocattoli-Sidermec | m.t                   |
| 10e                   | George Harper               | Royaume-Uni           | ONE                         | m.t                   |
| modifier              |                             |                       |                             |                       |

| Classement général | Classement général          | Classement général | Classement général         | Classement général |
|                    | Coureur                     | Pays               | Équipe                     | Temps              |
| ------------------ | --------------------------- | ------------------ | -------------------------- | ------------------ |
| 1er                | Andrea Guardini             | Italie             | Astana                     | en 8 h 11 min 43 s |
| 2e                 | Andrea Palini               | Italie             | Skydive Dubai-Al Ahli Club | + 2 s              |
| 3e                 | Wang Meiyin                 | Chine              | Wisdom-Hengxiang           | + 10 s             |
| 4e                 | Reinardt Janse van Rensburg | Afrique du Sud     | Dimension Data             | + 12 s             |
| 5e                 | John Murphy                 | États-Unis         | UnitedHealthcare           | + 16 s             |
| 6e                 | Michal Kolář                | Slovaquie          | Tinkoff                    | + 16 s             |
| 7e                 | Jakub Mareczko              | Italie             | Southeast-Venezuela        | + 16 s             |
| 8e                 | Graeme Brown                | Australie          | Drapac                     | + 16 s             |
| 9e                 | Paolo Simion                | Italie             | Bardiani CSF               | + 16 s             |
| 10e                | Karol Domagalski            | Pologne            | ONE                        | + 16 s             |
| modifier           |                             |                    |                            |                    |

### 3eétape
| Classement de l'étape | Classement de l'étape | Classement de l'étape | Classement de l'étape       | Classement de l'étape |
|                       | Coureur               | Pays                  | Équipe                      | Temps                 |
| --------------------- | --------------------- | --------------------- | --------------------------- | --------------------- |
| 1er                   | John Murphy           | États-Unis            | UnitedHealthcare            | en 2 h 30 min 31 s    |
| 2e                    | Francesco Chicchi     | Italie                | Androni Giocattoli-Sidermec | m.t                   |
| 3e                    | Jakub Mareczko        | Italie                | Southeast-Venezuela         | m.t                   |
| 4e                    | Michal Kolář          | Slovaquie             | Tinkoff                     | m.t                   |
| 5e                    | Andrea Guardini       | Italie                | Astana                      | m.t                   |
| 6e                    | Shiki Kuroeda         | Japon                 | Aisan Racing                | m.t                   |
| 7e                    | Shinpei Fukuda        | Japon                 | Aisan Racing                | m.t                   |
| 8e                    | Brenton Jones         | Australie             | Drapac                      | m.t                   |
| 9e                    | Paolo Simion          | Italie                | Bardiani CSF                | m.t                   |
| 10e                   | Andrea Palini         | Italie                | Skydive Dubai-Al Ahli Club  | m.t                   |
| modifier              |                       |                       |                             |                       |

| Classement général | Classement général          | Classement général | Classement général         | Classement général  |
|                    | Coureur                     | Pays               | Équipe                     | Temps               |
| ------------------ | --------------------------- | ------------------ | -------------------------- | ------------------- |
| 1er                | Andrea Guardini             | Italie             | Astana                     | en 10 h 42 min 14 s |
| 2e                 | Andrea Palini               | Italie             | Skydive Dubai-Al Ahli Club | + 2 s               |
| 3e                 | John Murphy                 | États-Unis         | UnitedHealthcare           | + 6 s               |
| 4e                 | James Oram                  | Nouvelle-Zélande   | ONE                        | + 10 s              |
| 5e                 | Wang Meiyin                 | Chine              | Wisdom-Hengxiang           | + 10 s              |
| 6e                 | Reinardt Janse van Rensburg | Afrique du Sud     | Dimension Data             | + 12 s              |
| 7e                 | Jakub Mareczko              | Italie             | Southeast-Venezuela        | + 12 s              |
| 8e                 | Michal Kolář                | Slovaquie          | Tinkoff                    | + 16 s              |
| 9e                 | Paolo Simion                | Italie             | Bardiani CSF               | + 16 s              |
| 10e                | Karol Domagalski            | Pologne            | ONE                        | + 16 s              |
| modifier           |                             |                    |                            |                     |

### 4eétape
| Classement de l'étape | Classement de l'étape       | Classement de l'étape | Classement de l'étape      | Classement de l'étape |
|                       | Coureur                     | Pays                  | Équipe                     | Temps                 |
| --------------------- | --------------------------- | --------------------- | -------------------------- | --------------------- |
| 1er                   | Miguel Ángel López          | Colombie              | Astana                     | en 3 h 25 min 37 s    |
| 2e                    | Daniel Jaramillo            | Colombie              | UnitedHealthcare           | + 30 s                |
| 3e                    | Reinardt Janse van Rensburg | Afrique du Sud        | Dimension Data             | + 35 s                |
| 4e                    | Francisco Mancebo           | Espagne               | Skydive Dubai-Al Ahli Club | + 35 s                |
| 5e                    | Jonathan Clarke             | Australie             | UnitedHealthcare           | + 35 s                |
| 6e                    | Giulio Ciccone              | Italie                | Bardiani CSF               | + 35 s                |
| 7e                    | George Harper               | Royaume-Uni           | ONE                        | + 35 s                |
| 8e                    | Jesper Hansen               | Danemark              | Tinkoff                    | + 35 s                |
| 9e                    | Luca Chirico                | Italie                | Bardiani CSF               | + 35 s                |
| 10e                   | Janez Brajkovič             | Slovénie              | UnitedHealthcare           | + 35 s                |
| modifier              |                             |                       |                            |                       |

| Classement général | Classement général          | Classement général | Classement général           | Classement général |
|                    | Coureur                     | Pays               | Équipe                       | Temps              |
| ------------------ | --------------------------- | ------------------ | ---------------------------- | ------------------ |
| 1er                | Miguel Ángel López          | Colombie           | Astana                       | en 14 h 8 min 3 s  |
| 2e                 | Reinardt Janse van Rensburg | Afrique du Sud     | Dimension Data               | + 29 s             |
| 3e                 | Daniel Jaramillo            | Colombie           | UnitedHealthcare             | + 34 s             |
| 4e                 | George Harper               | Royaume-Uni        | ONE                          | + 39 s             |
| 5e                 | Jesper Hansen               | Danemark           | Tinkoff                      | + 45 s             |
| 6e                 | Janez Brajkovič             | Slovénie           | UnitedHealthcare             | + 45 s             |
| 7e                 | Lachlan Norris              | Australie          | Drapac                       | + 45 s             |
| 8e                 | Francisco Mancebo           | Espagne            | Skydive Dubai-Al Ahli Club   | + 45 s             |
| 9e                 | Antonio Piedra              | Espagne            | Funvic Soul Cycles-Carrefour | + 45 s             |
| 10e                | Ivan Santaromita            | Italie             | Skydive Dubai-Al Ahli Club   | + 45 s             |
| modifier           |                             |                    |                              |                    |

### 5eétape
| Classement de l'étape | Classement de l'étape       | Classement de l'étape | Classement de l'étape       | Classement de l'étape |
|                       | Coureur                     | Pays                  | Équipe                      | Temps                 |
| --------------------- | --------------------------- | --------------------- | --------------------------- | --------------------- |
| 1er                   | Andrea Guardini             | Italie                | Astana                      | en                    |
| 2e                    | Andrea Palini               | Italie                | Skydive Dubai-Al Ahli Club  | m.t                   |
| 3e                    | Reinardt Janse van Rensburg | Afrique du Sud        | Dimension Data              | m.t                   |
| 4e                    | Erik Baška                  | Slovaquie             | Tinkoff                     | m.t                   |
| 5e                    | Brenton Jones               | Australie             | Drapac                      | m.t                   |
| 6e                    | Jakub Mareczko              | Italie                | Southeast-Venezuela         | m.t                   |
| 7e                    | Paolo Simion                | Italie                | Bardiani CSF                | m.t                   |
| 8e                    | Francesco Chicchi           | Italie                | Androni Giocattoli-Sidermec | m.t                   |
| 9e                    | Dylan Page                  | Suisse                | Roth                        | m.t                   |
| 10e                   | Anuar Manam                 | Malaisie              | Terengganu                  | m.t                   |
| modifier              |                             |                       |                             |                       |

| Classement général | Classement général          | Classement général | Classement général           | Classement général  |
|                    | Coureur                     | Pays               | Équipe                       | Temps               |
| ------------------ | --------------------------- | ------------------ | ---------------------------- | ------------------- |
| 1er                | Miguel Ángel López          | Colombie           | Astana                       | en 17 h 26 min 53 s |
| 2e                 | Reinardt Janse van Rensburg | Afrique du Sud     | Dimension Data               | + 23 s              |
| 3e                 | Daniel Jaramillo            | Colombie           | UnitedHealthcare             | + 34 s              |
| 4e                 | George Harper               | Royaume-Uni        | ONE                          | + 39 s              |
| 5e                 | Jesper Hansen               | Danemark           | Tinkoff                      | + 43 s              |
| 6e                 | Janez Brajkovič             | Slovénie           | UnitedHealthcare             | + 45 s              |
| 7e                 | Lachlan Norris              | Australie          | Drapac                       | + 45 s              |
| 8e                 | Francisco Mancebo           | Espagne            | Skydive Dubai-Al Ahli Club   | + 45 s              |
| 9e                 | Ivan Santaromita            | Italie             | Skydive Dubai-Al Ahli Club   | + 45 s              |
| 10e                | Antonio Piedra              | Espagne            | Funvic Soul Cycles-Carrefour | + 45 s              |
| modifier           |                             |                    |                              |                     |

### 6eétape
| Classement de l'étape | Classement de l'étape | Classement de l'étape | Classement de l'étape       | Classement de l'étape |
|                       | Coureur               | Pays                  | Équipe                      | Temps                 |
| --------------------- | --------------------- | --------------------- | --------------------------- | --------------------- |
| 1er                   | Jakub Mareczko        | Italie                | Skydive Dubai-Al Ahli Club  | en 3 h 34 min 1 s     |
| 2e                    | Juraj Sagan           | Slovaquie             | Tinkoff                     | m.t                   |
| 3e                    | Dylan Page            | Suisse                | Roth                        | m.t                   |
| 4e                    | John Murphy           | États-Unis            | UnitedHealthcare            | m.t                   |
| 5e                    | Harrif Salleh         | Malaisie              | Terengganu                  | m.t                   |
| 6e                    | Ryan MacAnally        | Australie             | Pegasus Continental         | m.t                   |
| 7e                    | Brenton Jones         | Australie             | Drapac                      | m.t                   |
| 8e                    | Francesco Chicchi     | Italie                | Androni Giocattoli-Sidermec | m.t                   |
| 9e                    | Paolo Simion          | Italie                | Bardiani CSF                | m.t                   |
| 10e                   | Andrea Palini         | Italie                | Skydive Dubai-Al Ahli Club  | m.t                   |
| modifier              |                       |                       |                             |                       |

| Classement général | Classement général          | Classement général | Classement général           | Classement général |
|                    | Coureur                     | Pays               | Équipe                       | Temps              |
| ------------------ | --------------------------- | ------------------ | ---------------------------- | ------------------ |
| 1er                | Reinardt Janse van Rensburg | Afrique du Sud     | Dimension Data               | en 21 h 1 min 17 s |
| 2e                 | Daniel Jaramillo            | Colombie           | UnitedHealthcare             | + 11 s             |
| 3e                 | Miguel Ángel López          | Colombie           | Astana                       | + 12 s             |
| 4e                 | George Harper               | Royaume-Uni        | ONE                          | + 16 s             |
| 5e                 | Jesper Hansen               | Danemark           | Tinkoff                      | + 20 s             |
| 6e                 | Lachlan Norris              | Australie          | Drapac                       | + 22 s             |
| 7e                 | Francisco Mancebo           | Espagne            | Skydive Dubai-Al Ahli Club   | + 22 s             |
| 8e                 | Janez Brajkovič             | Slovénie           | UnitedHealthcare             | + 22 s             |
| 9e                 | Ivan Santaromita            | Italie             | Skydive Dubai-Al Ahli Club   | + 22 s             |
| 10e                | Antonio Piedra              | Espagne            | Funvic Soul Cycles-Carrefour | + 22 s             |
| modifier           |                             |                    |                              |                    |

### 7eétape
| Classement de l'étape | Classement de l'étape       | Classement de l'étape | Classement de l'étape       | Classement de l'étape |
|                       | Coureur                     | Pays                  | Équipe                      | Temps                 |
| --------------------- | --------------------------- | --------------------- | --------------------------- | --------------------- |
| 1er                   | Andrea Guardini             | Italie                | Astana                      | en 4 h 47 min 12 s    |
| 2e                    | Jakub Mareczko              | Italie                | Southeast-Venezuela         | m.t                   |
| 3e                    | Andrea Palini               | Italie                | Skydive Dubai-Al Ahli Club  | m.t                   |
| 4e                    | Harrif Salleh               | Malaisie              | Terengganu                  | m.t                   |
| 5e                    | Reinardt Janse van Rensburg | Afrique du Sud        | Dimension Data              | m.t                   |
| 6e                    | Paolo Simion                | Italie                | Bardiani CSF                | m.t                   |
| 7e                    | John Murphy                 | États-Unis            | UnitedHealthcare            | m.t                   |
| 8e                    | Shinpei Fukuda              | Japon                 | Aisan Racing                | m.t                   |
| 9e                    | Marco Benfatto              | Italie                | Androni Giocattoli-Sidermec | m.t                   |
| 10e                   | Michal Kolář                | Slovaquie             | Tinkoff                     | m.t                   |
| modifier              |                             |                       |                             |                       |

| Classement général | Classement général          | Classement général | Classement général           | Classement général  |
|                    | Coureur                     | Pays               | Équipe                       | Temps               |
| ------------------ | --------------------------- | ------------------ | ---------------------------- | ------------------- |
| 1er                | Reinardt Janse van Rensburg | Afrique du Sud     | Dimension Data               | en 25 h 48 min 29 s |
| 2e                 | Daniel Jaramillo            | Colombie           | UnitedHealthcare             | + 11 s              |
| 3e                 | Miguel Ángel López          | Colombie           | Astana                       | + 12 s              |
| 4e                 | George Harper               | Royaume-Uni        | ONE                          | + 16 s              |
| 5e                 | Jesper Hansen               | Danemark           | Tinkoff                      | + 20 s              |
| 6e                 | Francisco Mancebo           | Espagne            | Skydive Dubai-Al Ahli Club   | + 22 s              |
| 7e                 | Lachlan Norris              | Australie          | Drapac                       | + 22 s              |
| 8e                 | Janez Brajkovič             | Slovénie           | UnitedHealthcare             | + 22 s              |
| 9e                 | Ivan Santaromita            | Italie             | Skydive Dubai-Al Ahli Club   | + 22 s              |
| 10e                | Antonio Piedra              | Espagne            | Funvic Soul Cycles-Carrefour | + 22 s              |
| modifier           |                             |                    |                              |                     |

### 8eétape
| Classement de l'étape | Classement de l'étape | Classement de l'étape | Classement de l'étape       | Classement de l'étape |
|                       | Coureur               | Pays                  | Équipe                      | Temps                 |
| --------------------- | --------------------- | --------------------- | --------------------------- | --------------------- |
| 1er                   | Andrea Guardini       | Italie                | Astana                      | en 2 h 42 min 55 s    |
| 2e                    | Jakub Mareczko        | Italie                | Southeast-Venezuela         | m.t                   |
| 3e                    | Shinpei Fukuda        | Japon                 | Aisan Racing                | m.t                   |
| 4e                    | Michal Kolář          | Slovaquie             | Tinkoff                     | m.t                   |
| 5e                    | Andrea Palini         | Italie                | Skydive Dubai-Al Ahli Club  | m.t                   |
| 6e                    | John Murphy           | États-Unis            | UnitedHealthcare            | m.t                   |
| 7e                    | Brenton Jones         | Australie             | Drapac                      | m.t                   |
| 8e                    | Paolo Simion          | Italie                | Bardiani CSF                | m.t                   |
| 9e                    | Matthew Goss          | Australie             | ONE                         | m.t                   |
| 10e                   | Marco Benfatto        | Italie                | Androni Giocattoli-Sidermec | m.t                   |
| modifier              |                       |                       |                             |                       |

## Classements finals

### Classement général final
| Classement général final | Classement général final    | Classement général final | Classement général final     | Classement général final |
|                          | Coureur                     | Pays                     | Équipe                       | Temps                    |
| ------------------------ | --------------------------- | ------------------------ | ---------------------------- | ------------------------ |
| 1er                      | Reinardt Janse van Rensburg | Afrique du Sud           | Dimension Data               | en 28 h 31 min 21 s      |
| 2e                       | Daniel Jaramillo            | Colombie                 | UnitedHealthcare             | + 18 s                   |
| 3e                       | Miguel Ángel López          | Colombie                 | Astana                       | + 19 s                   |
| 4e                       | Francisco Mancebo           | Espagne                  | Skydive Dubai-Al Ahli Club   | + 23 s                   |
| 5e                       | Jesper Hansen               | Danemark                 | Tinkoff                      | + 23 s                   |
| 6e                       | George Harper               | Royaume-Uni              | ONE                          | + 23 s                   |
| 7e                       | Ivan Santaromita            | Italie                   | Skydive Dubai-Al Ahli Club   | + 25 s                   |
| 8e                       | Lachlan Norris              | Australie                | Drapac                       | + 29 s                   |
| 9e                       | Luca Chirico                | Italie                   | Bardiani CSF                 | + 29 s                   |
| 10e                      | Antonio Piedra              | Espagne                  | Funvic Soul Cycles-Carrefour | + 29 s                   |
| modifier                 |                             |                          |                              |                          |

### Classements annexes
| Classement par points | Classement par points | Classement par points | Classement par points      | Classement par points |
| --------------------- | --------------------- | --------------------- | -------------------------- | --------------------- |
|                       | Coureur               | Pays                  | Équipe                     | Point(s)              |
| 1er                   | Andrea Guardini       | Italie                | Astana                     | 88 points             |
| 2e                    | Jakub Mareczko        | Italie                | Southeast-Venezuela        | 58 pts                |
| 3e                    | Andrea Palini         | Italie                | Skydive Dubai-Al Ahli Club | 53 pts                |
| modifier              |                       |                       |                            |                       |

| Classement de la montagne | Classement de la montagne | Classement de la montagne | Classement de la montagne    | Classement de la montagne |
| ------------------------- | ------------------------- | ------------------------- | ---------------------------- | ------------------------- |
|                           | Coureur                   | Pays                      | Équipe                       | Point(s)                  |
| 1er                       | Wang Meiyin               | Chine                     | Wisdom-Hengxiang             | 49 points                 |
| 2e                        | Miguel Ángel López        | Colombie                  | Astana                       | 31 pts                    |
| 3e                        | Loh Sea Keong             | Malaisie                  | Équipe nationale de Malaisie | 28 pts                    |
| modifier                  |                           |                           |                              |                           |

| Classement du meilleur coureur Asiatique | Classement du meilleur coureur Asiatique | Classement du meilleur coureur Asiatique | Classement du meilleur coureur Asiatique | Classement du meilleur coureur Asiatique |
|                                          | Coureur                                  | Pays                                     | Équipe                                   | Temps                                    |
| ---------------------------------------- | ---------------------------------------- | ---------------------------------------- | ---------------------------------------- | ---------------------------------------- |
| 1er                                      | Adiq Husainie Othman                     | Malaisie                                 | Terengganu                               | en 28 h 32 min 31 s                      |
| 2e                                       | Masakazu Ito                             | Japon                                    | Aisan Racing                             | + 2 s                                    |
| 3e                                       | Zhao Jingbiao                            | Chine                                    | Wisdom-Hengxiang                         | + 3 s                                    |
| modifier                                 |                                          |                                          |                                          |                                          |

| Classement du meilleur coureur Asiatique | Classement du meilleur coureur Asiatique | Classement du meilleur coureur Asiatique | Classement du meilleur coureur Asiatique | Classement du meilleur coureur Asiatique |
|                                          | Coureur                                  | Pays                                     | Équipe                                   | Temps                                    |
| ---------------------------------------- | ---------------------------------------- | ---------------------------------------- | ---------------------------------------- | ---------------------------------------- |
| 1er                                      | Adiq Husainie Othman                     | Malaisie                                 | Terengganu                               | en 28 h 32 min 31 s                      |
| 2e                                       | Nur Amirul Fakhruddin Mazuki             | Malaisie                                 | Terengganu                               | + 3 min 1 s                              |
| 3e                                       | Sofian Nabil Bakri                       | Malaisie                                 | NSC-Mycron                               | + 3 min 32 s                             |
| modifier                                 |                                          |                                          |                                          |                                          |

| Classement par équipes | Classement par équipes | Classement par équipes | Classement par équipes |
|                        | Équipe                 | Pays                   | Temps                  |
| ---------------------- | ---------------------- | ---------------------- | ---------------------- |
| 1re                    | UnitedHealthcare       | États-Unis             | en 85 h 35 min 15 s    |
| 2e                     | Bardiani CSF           | Italie                 | + 4 s                  |
| 3e                     | ONE                    | Royaume-Uni            | + 26 s                 |
| modifier               |                        |                        |                        |

| Classement par équipes asiatiques | Classement par équipes asiatiques | Classement par équipes asiatiques | Classement par équipes asiatiques |
|                                   | Équipe                            | Pays                              | Temps                             |
| --------------------------------- | --------------------------------- | --------------------------------- | --------------------------------- |
| 1re                               | Wisdom-Hengxiang                  | Chine                             | en 85 h 40 min 10 s               |
| 2e                                | Terengganu                        | Malaisie                          | + 2 min 48 s                      |
| 3e                                | Aisan Racing                      | Japon                             | + 3 min 8 s                       |
| modifier                          |                                   |                                   |                                   |

### UCI Asia Tour
Ce Tour de Langkawi attribue des points pour l'UCI Asia Tour 2016, y compris aux coureurs faisant partie d'une équipe ayant un label WorldTeam. De plus la course donne le même nombre de points individuellement à tous les coureurs pour le Classement mondial UCI 2016.
| Position           | 1er | 2e  | 3e  | 4e  | 5e | 6e | 7e | 8e | 9e | 10e | 11e | 12e | 13e | 14e | 15e | 16e à 30e | 31e à 40e |
| Classement général | 200 | 150 | 125 | 100 | 85 | 70 | 60 | 50 | 40 | 35  | 30  | 25  | 20  | 15  | 10  | 5         | 3         |
| Par étape          | 20  | 10  | 5   |     |    |    |    |    |    |     |     |     |     |     |     |           |           |
| Leader, par étape  | 5   |     |     |     |    |    |    |    |    |     |     |     |     |     |     |           |           |

| Cycliste                     | Équipe                       | Général | Étape | Leader | Total |
| ---------------------------- | ---------------------------- | ------- | ----- | ------ | ----- |
| Reinardt Janse van Rensburg  | Dimension Data               | 200     | 15    | 10     | 225   |
| Daniel Jaramillo             | UnitedHealthcare             | 150     | 10    | -      | 160   |
| Miguel Ángel López           | Astana                       | 125     | 20    | 10     | 155   |
| Andrea Guardini              | Astana                       | -       | 90    | 15     | 105   |
| Francisco Mancebo            | Skydive Dubai-Al Ahli Club   | 100     | -     | -      | 100   |
| Jesper Hansen                | Tinkoff                      | 85      | -     | -      | 85    |
| George Harper                | ONE                          | 70      | -     | -      | 70    |
| Ivan Santaromita             | Skydive Dubai-Al Ahli Club   | 60      | -     | -      | 60    |
| Lachlan Norris               | Drapac                       | 50      | -     | -      | 50    |
| Jakub Mareczko               | Southeast-Venezuela          | -       | 45    | -      | 45    |
| Luca Chirico                 | Bardiani CSF                 | 40      | -     | -      | 40    |
| Andrea Palini                | Skydive Dubai-Al Ahli Club   | -       | 40    | -      | 40    |
| Antonio Piedra               | Funvic Soul Cycles-Carrefour | 35      | -     | -      | 35    |
| Janez Brajkovič              | UnitedHealthcare             | 30      | -     | -      | 30    |
| Jonathan Clarke              | UnitedHealthcare             | 25      | -     | -      | 25    |
| Julen Amézqueta              | Southeast-Venezuela          | 20      | -     | -      | 20    |
| John Murphy                  | UnitedHealthcare             | -       | 20    | -      | 20    |
| John Ebsen                   | ONE                          | 15      | -     | -      | 15    |
| Francesco Chicchi            | Androni Giocattoli-Sidermec  | -       | 10    | -      | 10    |
| Brenton Jones                | Drapac                       | -       | 10    | -      | 10    |
| Juraj Sagan                  | Tinkoff                      | -       | 10    | -      | 10    |
| Simone Sterbini              | Bardiani CSF                 | 10      | -     | -      | 10    |
| Valentin Baillifard          | Roth                         | 5       | -     | -      | 5     |
| Samuele Conti                | Southeast-Venezuela          | 5       | -     | -      | 5     |
| Laurens De Vreese            | Astana                       | 5       | -     | -      | 5     |
| Karol Domagalski             | ONE                          | 5       | -     | -      | 5     |
| Marcelo Felipe               | 7 Eleven-Sava RBP            | 5       | -     | -      | 5     |
| Shinpei Fukuda               | Aisan Racing                 | -       | 5     | -      | 5     |
| Tomás Gil                    | Southeast-Venezuela          | 5       | -     | -      | 5     |
| Masakazu Ito                 | Aisan Racing                 | 5       | -     | -      | 5     |
| Zhao Jingbiao                | Wisdom-Hengxiang             | 5       | -     | -      | 5     |
| Alberto Nardin               | Androni Giocattoli-Sidermec  | 5       | -     | -      | 5     |
| Adrien Niyonshuti            | Dimension Data               | 5       | -     | -      | 5     |
| James Oram                   | ONE                          | 5       | -     | -      | 5     |
| Adiq Husainie Othman         | Terengganu                   | 5       | -     | -      | 5     |
| Dylan Page                   | Roth                         | -       | 5     | -      | 5     |
| Roland Thalmann              | Roth                         | 5       | -     | -      | 5     |
| Johann van Zyl               | Dimension Data               | 5       | -     | -      | 5     |
| Jacobus Venter               | Dimension Data               | 5       | -     | -      | 5     |
| Choon Huat Goh               | Terengganu                   | 3       | -     | -      | 3     |
| Tomohiro Hayakawa            | Aisan Racing                 | 3       | -     | -      | 3     |
| Yoshimitsu Hiratsuka         | Aisan Racing                 | 3       | -     | -      | 3     |
| Chiu Ho San                  | HKSI                         | 3       | -     | -      | 3     |
| Songezo Jim                  | Dimension Data               | 3       | -     | -      | 3     |
| Nur Amirul Fakhruddin Mazuki | Terengganu                   | 3       | -     | -      | 3     |
| Sofian Nabil Bakri           | NSC-Mycron                   | 3       | -     | -      | 3     |
| Evgueni Petrov               | Tinkoff                      | 3       | -     | -      | 3     |
| Colin Stüssi                 | Roth                         | 3       | -     | -      | 3     |
| Wang Meiyin                  | Wisdom-Hengxiang             | 3       | -     | -      | 3     |

## Évolution des classements
| Étape              | Vainqueur          | Classement général          | Classement par points | Classement de la montagne | Classement du meilleur Asiatique | Classement par équipes | Classement par équipes asiatiques |
| ------------------ | ------------------ | --------------------------- | --------------------- | ------------------------- | -------------------------------- | ---------------------- | --------------------------------- |
| 1                  | Andrea Guardini    | Andrea Guardini             | Andrea Guardini       | Wang Meiyin               | Wang Meiyin                      | Bardiani CSF           | KSPO                              |
| 2                  | Andrea Palini      | Andrea Guardini             | Wang Meiyin           | Wang Meiyin               | Wang Meiyin                      | ONE                    | 7 Eleven-Sava RBP                 |
| 3                  | John Murphy        | Andrea Guardini             | Andrea Guardini       | Wang Meiyin               | Wang Meiyin                      | ONE                    | Terengganu                        |
| 4                  | Miguel Ángel López | Miguel Ángel López          | Andrea Guardini       | Wang Meiyin               | Adiq Husainie Othman             | UnitedHealthcare       | Wisdom-Hengxiang                  |
| 5                  | Andrea Guardini    | Miguel Ángel López          | Andrea Guardini       | Wang Meiyin               | Adiq Husainie Othman             | UnitedHealthcare       | Wisdom-Hengxiang                  |
| 6                  | Jakub Mareczko     | Reinardt Janse van Rensburg | Andrea Guardini       | Wang Meiyin               | Adiq Husainie Othman             | UnitedHealthcare       | Wisdom-Hengxiang                  |
| 7                  | Andrea Guardini    | Reinardt Janse van Rensburg | Andrea Guardini       | Wang Meiyin               | Adiq Husainie Othman             | UnitedHealthcare       | Wisdom-Hengxiang                  |
| 8                  | Andrea Guardini    | Reinardt Janse van Rensburg | Andrea Guardini       | Wang Meiyin               | Adiq Husainie Othman             | UnitedHealthcare       | Wisdom-Hengxiang                  |
| Classements finals | Classements finals | Reinardt Janse van Rensburg | Andrea Guardini       | Wang Meiyin               | Adiq Husainie Othman             | UnitedHealthcare       | Wisdom-Hengxiang                  |

## Liste des participants
- Liste de départ complète

| Légende                             | Légende                                                                                                  | Légende                                    | Légende                                                                                        |
| ----------------------------------- | --- | ------------------------------------------ | ---------------------------------------------------------------------------------------------- |
| Num                                 | Dossard de départ porté par le coureur sur ce Tour de Langkawi                                           | Pos                                        | Position finale au classement général                                                          |
| Leader du classement général        | Indique le vainqueur du classement général                                                               | Leader du classement par points            | Indique le vainqueur du classement par points                                                  |
| Leader du classement de la montagne | Indique le vainqueur du classement de la montagne                                                        | Leader du classement du meilleur Asiatique | Indique le vainqueur du classement du meilleur Asiatique                                       |
|                                     | Indique un maillot de champion national ou mondial, suivi de sa spécialité                               | #                                          | Indique la meilleure équipe                                                                    |
| NP                                  | Indique un coureur qui n'a pas pris le départ d'une étape, suivi du numéro de l'étape où il s'est retiré | AB                                         | Indique un coureur qui n'a pas terminé une étape, suivi du numéro de l'étape oùil s'est retiré |
| HD                                  | Indique un coureur qui a terminé une étape hors des délais, suivi du numéro de l'étape                   |                                            |                                                                                                |

| Dimension Data DDD             | Dimension Data DDD               | Dimension Data DDD |
| ------------------------------ | -------------------------------- | ------------------ |
| Num                            | Coureur                          | Pos                |
| 1                              | Nicolas Dougall (RSA)            | 52e                |
| 2                              | Songezo Jim (RSA)                | 39e                |
| 3                              | Johann van Zyl (RSA)             | 30e                |
| 4                              | Jacobus Venter (RSA) (Route)     | 16e                |
| 5                              | Adrien Niyonshuti (RWA)          | 29e                |
| 6                              | Jacques Janse van Rensburg (RSA) | 1er                |
| Directeur sportif : Jens Zemke |                                  |                    |

| Astana AST                        | Astana AST               | Astana AST |
| --------------------------------- | ------------------------ | ---------- |
| Num                               | Coureur                  | Pos        |
| 11                                | Andrea Guardini (ITA)    | 96e        |
| 12                                | Laurens De Vreese (BEL)  | 28e        |
| 14                                | Dias Omirzakov (KAZ)     | 119e       |
| 15                                | Arman Kamyshev (KAZ)     | 98e        |
| 16                                | Miguel Ángel López (COL) | 3e         |
| 17                                | Ruslan Tleubayev (KAZ)   | NP-2       |
| Directeur sportif : Dimitri Sedun |                          |            |

| Tinkoff TNK                    | Tinkoff TNK          | Tinkoff TNK |
| ------------------------------ | -------------------- | ----------- |
| Num                            | Coureur              | Pos         |
| 21                             | Juraj Sagan (SVK)    | 60e         |
| 22                             | Michael Gogl (AUT)   | 61e         |
| 23                             | Jesper Hansen (DEN)  | 5e          |
| 24                             | Michal Kolář (SVK)   | 64e         |
| 25                             | Erik Baška (SVK)     | 63e         |
| 26                             | Evgueni Petrov (RUS) | 32e         |
| Directeur sportif : Ján Valach |                      |             |

| Androni Giocattoli-Sidermec AND  | Androni Giocattoli-Sidermec AND | Androni Giocattoli-Sidermec AND |
| -------------------------------- | ------------------------------- | ------------------------------- |
| Num                              | Coureur                         | Pos                             |
| 31                               | Francesco Chicchi (ITA)         | 79e                             |
| 32                               | Marco Bandiera (ITA)            | 103e                            |
| 33                               | Marco Benfatto (ITA)            | 92e                             |
| 34                               | Alberto Nardin (ITA)            | 25e                             |
| 35                               | Tiziano Dall'Antonia (ITA)      | AB-2                            |
| 36                               | Luca Pacioni (ITA)              | 72e                             |
| Directeur sportif : Gianni Savio |                                 |                                 |

| UnitedHealthcare # UHC             | UnitedHealthcare # UHC | UnitedHealthcare # UHC |
| ---------------------------------- | ---------------------- | ---------------------- |
| Num                                | Coureur                | Pos                    |
| 41                                 | Janez Brajkovič (SLO)  | 11e                    |
| 42                                 | Jonathan Clarke (AUS)  | 12e                    |
| 43                                 | Daniel Jaramillo (COL) | 2e                     |
| 44                                 | Tyler Magner (USA)     | 91e                    |
| 45                                 | John Murphy (USA)      | 82e                    |
| 46                                 | Tanner Putt (USA)      | 106e                   |
| Directeur sportif : Hendrik Redant |                        |                        |

| Southeast-Venezuela STH            | Southeast-Venezuela STH | Southeast-Venezuela STH |
| ---------------------------------- | ----------------------- | ----------------------- |
| Num                                | Coureur                 | Pos                     |
| 51                                 | Jakub Mareczko (ITA)    | 80e                     |
| 52                                 | Julen Amézqueta (ESP)   | 13e                     |
| 53                                 | Samuele Conti (ITA)     | 27e                     |
| 54                                 | Tomás Gil (VEN)         | 19e                     |
| 55                                 | Giuseppe Fonzi (ITA)    | 73e                     |
| 56                                 | Andrea Dal Col (ITA)    | 112e                    |
| Directeur sportif : Luca Amoriello |                         |                         |

| ONE                             | ONE                    | ONE  |
| ------------------------------- | ---------------------- | ---- |
| Num                             | Coureur                | Pos  |
| 61                              | Karol Domagalski (POL) | 18e  |
| 62                              | John Ebsen (DEN)       | 14e  |
| 63                              | Matthew Goss (AUS)     | 107e |
| 64                              | Richard Handley (GBR)  | 41e  |
| 65                              | George Harper (GBR)    | 6e   |
| 66                              | James Oram (NZL)       | 17e  |
| Directeur sportif : Philip West |                        |      |

| Bardiani CSF BAR                    | Bardiani CSF BAR      | Bardiani CSF BAR |
| ----------------------------------- | --------------------- | ---------------- |
| Num                                 | Coureur               | Pos              |
| 71                                  | Nicola Ruffoni (ITA)  | AB-4             |
| 72                                  | Paolo Simion (ITA)    | 47e              |
| 73                                  | Luca Chirico (ITA)    | 9e               |
| 74                                  | Mirco Maestri (ITA)   | 48e              |
| 75                                  | Giulio Ciccone (ITA)  | 42e              |
| 76                                  | Simone Sterbini (ITA) | 15e              |
| Directeur sportif : Stefano Zanatta |                       |                  |

| Drapac DPC                      | Drapac DPC           | Drapac DPC |
| ------------------------------- | -------------------- | ---------- |
| Num                             | Coureur              | Pos        |
| 81                              | Graeme Brown (AUS)   | 83e        |
| 82                              | Brenton Jones (AUS)  | 69e        |
| 83                              | Gavin Mannion (USA)  | 59e        |
| 84                              | Jens Mouris (NED)    | 111e       |
| 85                              | Lachlan Norris (AUS) | 8e         |
| 86                              | Thomas Scully (NZL)  | 46e        |
| Directeur sportif : Tom Southam |                      |            |

| Funvic Soul Cycles-Carrefour FSC           | Funvic Soul Cycles-Carrefour FSC | Funvic Soul Cycles-Carrefour FSC |
| ------------------------------------------ | -------------------------------- | -------------------------------- |
| Num                                        | Coureur                          | Pos                              |
| 91                                         | Antonio Piedra (ESP)             | 10e                              |
| 92                                         | Pablo Urtasun (ESP)              | 121e                             |
| 93                                         | João Gaspar (BRA)                | 117e                             |
| 94                                         | Francisco Chamorro (ARG)         | 113e                             |
| 95                                         | Carlos Manarelli (BRA)           | 65e                              |
| 96                                         | Otávio Bulgarelli (BRA)          | 108e                             |
| Directeur sportif : Francisco Miguel Manzo |                                  |                                  |

| Roth ROT                                   | Roth ROT                  | Roth ROT |
| ------------------------------------------ | ------------------------- | -------- |
| Num                                        | Coureur                   | Pos      |
| 101                                        | Valentin Baillifard (SUI) | 20e      |
| 102                                        | Lukas Jaun (SUI)          | AB-6     |
| 103                                        | Tristan Marguet (SUI)     | 118e     |
| 104                                        | Dylan Page (SUI)          | 84e      |
| 105                                        | Colin Stüssi (SUI)        | 35e      |
| 106                                        | Roland Thalmann (SUI)     | 24e      |
| Directeur sportif : Alessandro Spezialetti |                           |          |

| Skydive Dubai-Al Ahli Club SKD    | Skydive Dubai-Al Ahli Club SKD | Skydive Dubai-Al Ahli Club SKD |
| --------------------------------- | ------------------------------ | ------------------------------ |
| Num                               | Coureur                        | Pos                            |
| 111                               | Francisco Mancebo (ESP)        | 4e                             |
| 112                               | Andrea Palini (ITA)            | 81e                            |
| 113                               | Ivan Santaromita (ITA)         | 7e                             |
| 114                               | Mansoor Ali Shambih (UAE)      | AB-2                           |
| 115                               | Maher Hasnaoui (TUN)           | 101e                           |
| 116                               | Tarek Obaid Murad (UAE)        | HD-4                           |
| Directeur sportif : Alberto Volpi |                                |                                |

| Wisdom-Hengxiang HEN        | Wisdom-Hengxiang HEN | Wisdom-Hengxiang HEN |
| --------------------------- | -------------------- | -------------------- |
| Num                         | Coureur              | Pos                  |
| 121                         | Zhao Jingbiao (CHN)  | 23e                  |
| 122                         | Ma Guangtong (CHN)   | 68e                  |
| 123                         | Wang Meiyin (CHN)    | 31e                  |
| 124                         | Zheng Zhang (CHN)    | 87e                  |
| 125                         | Liu Jianpeng (CHN)   | 54e                  |
| 126                         | Yan Meng (CHN)       | 97e                  |
| Directeur sportif : Li Fuyu |                      |                      |

| Aisan Racing AIS                 | Aisan Racing AIS           | Aisan Racing AIS |
| -------------------------------- | -------------------------- | ---------------- |
| Num                              | Coureur                    | Pos              |
| 131                              | Takeaki Ayabe (JPN)        | 105e             |
| 132                              | Shinpei Fukuda (JPN)       | 89e              |
| 133                              | Masakazu Ito (JPN)         | 22e              |
| 134                              | Tomohiro Hayakawa (JPN)    | 37e              |
| 135                              | Yoshimitsu Hiratsuka (JPN) | 34e              |
| 136                              | Shiki Kuroeda (JPN)        | 115e             |
| Directeur sportif : Takumi Beppu |                            |                  |

| KSPO KSP                          | KSPO KSP             | KSPO KSP |
| --------------------------------- | -------------------- | -------- |
| Num                               | Coureur              | Pos      |
| 141                               | Park Sung-baek (KOR) | 74e      |
| 142                               | Gong Hyo-suk (KOR)   | 85e      |
| 143                               | Seo Joon-yong (KOR)  | 45e      |
| 144                               | Kim Kun-soo (KOR)    | AB-8     |
| 145                               | Kim Hyeon-seok (KOR) | 76e      |
| 146                               | Joo Kangeun (KOR)    | 43e      |
| Directeur sportif : Byeong II Lee |                      |          |

| Pegasus Continental PCT            | Pegasus Continental PCT     | Pegasus Continental PCT |
| ---------------------------------- | --------------------------- | ----------------------- |
| Num                                | Coureur                     | Pos                     |
| 151                                | Agung Sahbana (INA)         | 53e                     |
| 152                                | Arin Iswana (INA)           | 110e                    |
| 153                                | Jamalidin Novardianto (INA) | 75e                     |
| 154                                | Patria Rastra (INA)         | 67e                     |
| 155                                | Ryan MacAnally (AUS)        | NP-8                    |
| 156                                | Teten Rohendi (INA)         | 77e                     |
| Directeur sportif : Giacomo Notari |                             |                         |

| Terengganu TSG                   | Terengganu TSG                             | Terengganu TSG |
| -------------------------------- | ------------------------------------------ | -------------- |
| Num                              | Coureur                                    | Pos            |
| 161                              | Anuar Manam (MAS)                          | 95e            |
| 162                              | Nur Amirul Fakhruddin Mazuki (MAS) (Route) | 33e            |
| 163                              | Adiq Husainie Othman (MAS)                 | 21e            |
| 164                              | Harrif Salleh (MAS)                        | 90e            |
| 165                              | Mohd Shahrul Mat Amin (MAS)                | 71e            |
| 166                              | Choon Huat Goh (SIN)                       | 36e            |
| Directeur sportif : Zhen Yu Feng |                                            |                |

| HKSI HKS                        | HKSI HKS                 | HKSI HKS |
| ------------------------------- | ------------------------ | -------- |
| Num                             | Coureur                  | Pos      |
| 171                             | Ho Burr (HKG)            | 50e      |
| 172                             | Ko Siu Wai (HKG) (Route) | 78e      |
| 173                             | Fung Ka Hoo (HKG)        | 56e      |
| 174                             | Chiu Ho San (HKG)        | 40e      |
| 175                             | Lau Wan Yau (HKG)        | 93e      |
| 176                             | Choy Hiu Fung (HKG)      | 120e     |
| Directeur sportif : Wong Kam Po |                          |          |

| 7 Eleven-Sava RBP 7ES             | 7 Eleven-Sava RBP 7ES | 7 Eleven-Sava RBP 7ES |
| --------------------------------- | --------------------- | --------------------- |
| Num                               | Coureur               | Pos                   |
| 181                               | Mark Galedo (PHI)     | 44e                   |
| 182                               | Marcelo Felipe (PHI)  | 26e                   |
| 183                               | Edgar Nohales (ESP)   | 58e                   |
| 184                               | Dominic Perez (PHI)   | NP-2                  |
| 185                               | Baler Ravina (PHI)    | 57e                   |
| 186                               | Jesse Ewart (AUS)     | 62e                   |
| Directeur sportif : Ric Rodriguez |                       |                       |

| NSC-Mycron NSC                                     | NSC-Mycron NSC                         | NSC-Mycron NSC |
| -------------------------------------------------- | -------------------------------------- | -------------- |
| Num                                                | Coureur                                | Pos            |
| 191                                                | Muhamad Zawawi Azman (MAS)             | 51e            |
| 192                                                | Afiq Huznie Othman (MAS)               | 88e            |
| 193                                                | Sofian Nabil Bakri (MAS)               | 38e            |
| 194                                                | Irwandie Lakasek (MAS)                 | 100e           |
| 195                                                | Ahmad Muazzam Iman Mustafa Kamal (MAS) | 99e            |
| 196                                                | Mohamed Nazri Mohamad (MAS)            | 70e            |
| Directeur sportif : Megat Ahmad Khushairy Abd Aziz |                                        |                |

| Giant-Champion System MSS    | Giant-Champion System MSS | Giant-Champion System MSS |
| ---------------------------- | ------------------------- | ------------------------- |
| Num                          | Coureur                   | Pos                       |
| 201                          | Zhang Wenlong (CHN)       | 66e                       |
| 202                          | Bai Lijun (CHN)           | 102e                      |
| 203                          | Bi Wenhui (CHN)           | 114e                      |
| 204                          | Hou Yake (CHN) (Route)    | AB-3                      |
| 205                          | Xue Fuwen (CHN)           | 116e                      |
| 206                          | Sun Xiaolong (CHN)        | 86e                       |
| Directeur sportif : Wei Shen |                           |                           |

| Équipe nationale de Malaisie MAS             | Équipe nationale de Malaisie MAS | Équipe nationale de Malaisie MAS |
| -------------------------------------------- | -------------------------------- | -------------------------------- |
| Num                                          | Coureur                          | Pos                              |
| 211                                          | Mohd Fauzan Ahmad Lutfi (MAS)    | AB-8                             |
| 212                                          | Amir Rusli (MAS)                 | 55e                              |
| 213                                          | Loh Sea Keong (MAS)              | 94e                              |
| 214                                          | Nik Mohd Azwan Zulkifle (MAS)    | 109e                             |
| 215                                          | Nur Aiman Zariff (MAS)           | 49e                              |
| 216                                          | Mohd Azri Ahmad (MAS)            | 104e                             |
| Directeur sportif : Ezral Ezwani Abdul Malik |                                  |                                  |